# Ла-Бісбал-дал-Панадес
Ла-Бісба́л-дал-Панаде́с (кат. La Bisbal del Penedès, вимова літературною каталанською [łə βis'bał dəł pənə'ðεs]) - муніципалітет, розташований в Автономній області Каталонія, в Іспанії. Код муніципалітету за номенклатурою Інституту статистики Каталонії - 430287. Знаходиться у районі (кумарці) Баш-Панадес (коди району - 12 та BP) провінції Таррагона, згідно з новою адміністративною реформою перебуватиме у складі баґарії (округи) Камп-да-Таррагона. 

## Назва муніципалітету
Назва муніципалітету походить від лат. episcŏpāle - "'єпископський" та лат. pĭnna - "скеля".

## Населення
Населення міста (у 2007 р.) становить 3.142 особи (з них менше 14 років - 15,0%, від 15 до 64 - 69,5%, понад 65 років - 15,5%). У 2006 р. народжуваність склала 27 осіб, смертність - 38 осіб, зареєстровано 17 шлюбів. У 2001 р. активне населення становило 999 осіб, з них безробітних - 104 особи.

Серед осіб, які проживали на території міста у 2001 р., 1.573 народилися в Каталонії (з них 767 осіб у тому самому районі, або кумарці), 500 осіб приїхало з інших областей Іспанії, а 109 осіб приїхало з-за кордону. 

Вищу освіту має 5,5% усього населення. 

У 2001 р. нараховувалося 815 домогосподарств (з них 24,0% складалися з однієї особи, 30,2% з двох осіб,19,3% з 3 осіб, 17,3% з 4 осіб, 5,2% з 5 осіб, 2,7% з 6 осіб, 0,7% з 7 осіб, 0,2% з 8 осіб і 0,4% з 9 і більше осіб).

Активне населення міста у 2001 р. працювало у таких сферах діяльності : у сільському господарстві - 5,6%, у промисловості - 21,7%, на будівництві - 22,2% і у сфері обслуговування - 50,5%. 

 У муніципалітеті або у власному районі (кумарці) працює 430 осіб, поза районом - 636 осіб.

### Безробіття
У 2007 р. нараховувалося 140 безробітних (у 2006 р. - 124 безробітних), з них чоловіки становили 37,1%, а жінки - 62,9%.

## Економіка

### Підприємства міста

#### Промислові підприємства
| \| Промислові підприємства міста, за сферою діяльності \| Промислові підприємства міста, за сферою діяльності \| Промислові підприємства міста, за сферою діяльності \| \| Рік \| 2002 р. \| 2001 р. \| \| --------------------------------------------------- \| --------------------------------------------------- \| --------------------------------------------------- \| \| Енергетичні та водні ресурси \| 13,6% \| 10,0% \| \| Хімія та метали \| 0,0% \| 0,0% \| \| Переробка металів \| 36,4% \| 40,0% \| \| Продукти харчування \| 22,7% \| 25,0% \| \| Текстиль \| 9,1% \| 5,0% \| \| Виробництво меблів, видання \| 18,2% \| 20,0% \| \| Інше \| 0,0% \| 0,0% \| \| Усього підприємств \| 22 \| 20 \| |         |         |
| Промислові підприємства міста, за сферою діяльності |         |         |
| Рік | 2002 р. | 2001 р. |
| Енергетичні та водні ресурси | 13,6%   | 10,0%   |
| Хімія та метали | 0,0%    | 0,0%    |
| Переробка металів | 36,4%   | 40,0%   |
| Продукти харчування | 22,7%   | 25,0%   |
| Текстиль | 9,1%    | 5,0%    |
| Виробництво меблів, видання | 18,2%   | 20,0%   |
| Інше | 0,0%    | 0,0%    |
| Усього підприємств | 22      | 20      |

#### Роздрібна торгівля
| \| Підприємства роздрібної торгівлі міста, за сферою діяльності \| Підприємства роздрібної торгівлі міста, за сферою діяльності \| Підприємства роздрібної торгівлі міста, за сферою діяльності \| \| Рік \| 2002 р. \| 2001 р. \| \| ------------------------------------------------------------ \| ------------------------------------------------------------ \| ------------------------------------------------------------ \| \| Продукти харчування \| 52,0% \| 50,0% \| \| Одяг та взуття \| 4,0% \| 3,8% \| \| Товари для дому \| 4,0% \| 7,7% \| \| Книги та періодичні видання \| 0,0% \| 0,0% \| \| Промислова хімічна продукція \| 12,0% \| 15,4% \| \| Продукція, пов'язана з транспортними засобами \| 0,0% \| 0,0% \| \| Інше \| 28,0% \| 23,1% \| \| Усього підприємств \| 25 \| 26 \| |         |         |
| Підприємства роздрібної торгівлі міста, за сферою діяльності |         |         |
| Рік | 2002 р. | 2001 р. |
| Продукти харчування | 52,0%   | 50,0%   |
| Одяг та взуття | 4,0%    | 3,8%    |
| Товари для дому | 4,0%    | 7,7%    |
| Книги та періодичні видання | 0,0%    | 0,0%    |
| Промислова хімічна продукція | 12,0%   | 15,4%   |
| Продукція, пов'язана з транспортними засобами | 0,0%    | 0,0%    |
| Інше | 28,0%   | 23,1%   |
| Усього підприємств | 25      | 26      |

#### Сфера послуг
| \| Підприємства міста, що працюють у сфері послуг, за діяльністю \| Підприємства міста, що працюють у сфері послуг, за діяльністю \| Підприємства міста, що працюють у сфері послуг, за діяльністю \| \| Рік \| 2002 р. \| 2001 р. \| \| ------------------------------------------------------------- \| ------------------------------------------------------------- \| ------------------------------------------------------------- \| \| Гуртова торгівля \| 2,0% \| 4,2% \| \| Готелі та готельний бізнес \| 22,4% \| 18,8% \| \| Транспорт та зв'язок \| 30,6% \| 31,2% \| \| Посередницькі фінансові послуги \| 8,2% \| 6,2% \| \| Послуги підприємствам \| 2,0% \| 4,2% \| \| Послуги фізичним особам \| 26,5% \| 31,2% \| \| Нерухомість та ін. \| 8,2% \| 4,2% \| \| Усього підприємств \| 49 \| 48 \| |         |         |
| Підприємства міста, що працюють у сфері послуг, за діяльністю |         |         |
| Рік | 2002 р. | 2001 р. |
| Гуртова торгівля | 2,0%    | 4,2%    |
| Готелі та готельний бізнес | 22,4%   | 18,8%   |
| Транспорт та зв'язок | 30,6%   | 31,2%   |
| Посередницькі фінансові послуги | 8,2%    | 6,2%    |
| Послуги підприємствам | 2,0%    | 4,2%    |
| Послуги фізичним особам | 26,5%   | 31,2%   |
| Нерухомість та ін. | 8,2%    | 4,2%    |
| Усього підприємств | 49      | 48      |

## Житловий фонд
У 2001 р. 3,6% усіх родин (домогосподарств) мали житло метражем до 59 м2, 25,8% - від 60 до 89 м2, 35,8% - від 90 до 119 м2 і
34,8% - понад 120 м2.

З усіх будівель у 2001 р. 44,4% було одноповерховими, 47,4% - двоповерховими, 8,0
% - триповерховими, 0,2% - чотириповерховими, 0,0% - п'ятиповерховими, 0,0% - шестиповерховими,
0,0% - семиповерховими, 0,0% - з вісьмома та більше поверхами.

## Автопарк
| \| Автомобілі, зареєстровані у місті, за призначенням \| Автомобілі, зареєстровані у місті, за призначенням \| Автомобілі, зареєстровані у місті, за призначенням \| \| Рік \| 2006 р. \| 2005 р. \| \| -------------------------------------------------- \| -------------------------------------------------- \| -------------------------------------------------- \| \| Приватні автомобілі \| 66,7% \| 66,8% \| \| Мотоцикли \| 10,5% \| 9,5% \| \| Вантажівки \| 18,9% \| 19,3% \| \| Трактори \| 0,7% \| 0,6% \| \| Автобуси та ін. \| 3,3% \| 3,8% \| \| Усього автомобілів \| 2.334 шт. \| 2.163 шт. \| |           |           |
| Автомобілі, зареєстровані у місті, за призначенням |           |           |
| Рік | 2006 р.   | 2005 р.   |
| Приватні автомобілі | 66,7%     | 66,8%     |
| Мотоцикли | 10,5%     | 9,5%      |
| Вантажівки | 18,9%     | 19,3%     |
| Трактори | 0,7%      | 0,6%      |
| Автобуси та ін. | 3,3%      | 3,8%      |
| Усього автомобілів | 2.334 шт. | 2.163 шт. |

## Вживання каталанської мови
У 2001 р. каталанську мову у місті розуміли 95,1% усього населення (у 1996 р. - 97,9%), вміли говорити нею 78,5% (у 1996 р. - 
82,1%), вміли читати 76,5% (у 1996 р. - 75,2%), вміли писати 47,3
% (у 1996 р. - 37,9%). Не розуміли каталанської мови 4,9%.

## Політичні уподобання
У виборах до Парламенту Каталонії у 2006 р. взяло участь 1.085 осіб (у 2003 р. - 1.138 осіб). Голоси за політичні сили розподілилися таким чином:
| \| Вибори до Парламенту Каталонії \| Вибори до Парламенту Каталонії \| Вибори до Парламенту Каталонії \| \| Рік \| 2006 р. \| 2003 р. \| \| -------------------------------------- \| ------------------------------ \| ------------------------------ \| \| Конвергенція та Єднання (CiU) \| 37,0% \| 36,0% \| \| Соціалістична партія Каталонії (PSC) \| 25,5% \| 25,9% \| \| Народна партія (PP) \| 7,1% \| 7,0% \| \| Ініціатива за Каталонію — Зелені (ICV) \| 6,3% \| 3,7% \| \| Республіканська лівиця Каталонії (ERC) \| 21,5% \| 26,4% \| \| Громадяни — Громадянська партія (C's) \| 0,9% \| 0,0% \| \| Інші \| 1,8% \| 0,9% \| |         |         |
| Вибори до Парламенту Каталонії |         |         |
| Рік | 2006 р. | 2003 р. |
| Конвергенція та Єднання (CiU) | 37,0%   | 36,0%   |
| Соціалістична партія Каталонії (PSC) | 25,5%   | 25,9%   |
| Народна партія (PP) | 7,1%    | 7,0%    |
| Ініціатива за Каталонію — Зелені (ICV) | 6,3%    | 3,7%    |
| Республіканська лівиця Каталонії (ERC) | 21,5%   | 26,4%   |
| Громадяни — Громадянська партія (C's) | 0,9%    | 0,0%    |
| Інші | 1,8%    | 0,9%    |

У муніципальних виборах у 2007 р. взяло участь 1.529 осіб (у 2003 р. - 1.242 особи). Голоси за політичні сили розподілилися таким чином:
| \| Муніципальні вибори \| Муніципальні вибори \| Муніципальні вибори \| \| Рік \| 2007 р. \| 2003 р. \| \| -------------------------------------- \| ------------------- \| ------------------- \| \| Конвергенція та Єднання (CiU) \| 28,9% \| 43,2% \| \| Соціалістична партія Каталонії (PSC) \| 19,1% \| 18,4% \| \| Народна партія (PP) \| 3,0% \| 0,0% \| \| Ініціатива за Каталонію — Зелені (ICV) \| 0,0% \| 2,9% \| \| Республіканська лівиця Каталонії (ERC) \| 37,6% \| 35,5% \| \| Громадяни — Громадянська партія (C's) \| 0% \| 0% \| \| Інші \| 11,4% \| 0,0% \| |         |         |
| Муніципальні вибори |         |         |
| Рік | 2007 р. | 2003 р. |
| Конвергенція та Єднання (CiU) | 28,9%   | 43,2%   |
| Соціалістична партія Каталонії (PSC) | 19,1%   | 18,4%   |
| Народна партія (PP) | 3,0%    | 0,0%    |
| Ініціатива за Каталонію — Зелені (ICV) | 0,0%    | 2,9%    |
| Республіканська лівиця Каталонії (ERC) | 37,6%   | 35,5%   |
| Громадяни — Громадянська партія (C's) | 0%      | 0%      |
| Інші | 11,4%   | 0,0%    |